# Jelena Dmitrijewna Dumnowa
Jelena Dmitrijewna Dumnowa (russisch Елена Дмитриевна Думнова; * 4. August 1970 in Charanchoi bei Kjachta, Burjatische ASSR, Russische SFSR, Sowjetunion) ist eine ehemalige russische Biathletin.
Jelena Dumnowa gab ihr internationales Debüt im Rahmen der Europameisterschaften 1994 in Kontiolahti. Bei den allerersten Biathlon-Europameisterschaften gewann sie an der Seite von Larissa Nowoselskaja und Irina Mileschina den Titel im Staffelrennen. Zum Auftakt der Saison 1994/95 in Bad Gastein gewann sie im Einzel als 25. ihren ersten und einzigen Weltcup-Punkt in ihren drei Weltcup-Rennen. Dumnowa erreichte einen weiteren internationalen Erfolg bei den Sommerbiathlon-Weltmeisterschaften 1998 in Osrblie. An der Seite von Olga Palikowa, Jelena Safarowa und Nadeschda Talanowa gewann sie hinter den Vertretungen aus Belarus und der Slowakei sie Bronzemedaille im Staffelrennen. Im Sprint wurde sie zudem 13., im Verfolgungsrennen lief sie auf den 14. Platz.

## Biathlon-Weltcup-Platzierungen
Die Tabelle zeigt alle Platzierungen (je nach Austragungsjahr einschließlich Olympische Spiele und Weltmeisterschaften).
- 1.–3. Platz: Anzahl der Podiumsplatzierungen
- Top 10: Anzahl der Platzierungen unter den ersten zehn (einschließlich Podium)
- Punkteränge: Anzahl der Platzierungen innerhalb der Punkteränge (einschließlich Podium und Top 10)
- Starts: Anzahl gelaufener Rennen in der jeweiligen Disziplin

| Platzierung         | Einzel | Sprint | Verfolgung | Massenstart | Team | Staffel | Gesamt |
| ------------------- | ------ | ------ | ---------- | ----------- | ---- | ------- | ------ |
| 1. Platz            |        |        |            |             |      |         |        |
| 2. Platz            |        |        |            |             |      |         |        |
| 3. Platz            |        |        |            |             |      |         |        |
| Top 10              |        |        |            |             |      |         |        |
| Punkteränge         | 1      |        |            |             |      |         | 1      |
| Starts              | 2      | 1      |            |             |      |         | 3      |
| Stand: Karriereende |        |        |            |             |      |         |        |